# Gyapjas gyűszűvirág
A gyapjas gyűszűvirág (Digitalis lanata) az útifűfélék (Plantaginaceae) családjába tartozó, Magyarországon fokozottan védett növényfaj. Minden része mérgező!

## Rendszertani helyzete
Korábban a tátogatófélék (Scrophulariaceae) családjába sorolták, azonban kiderült, hogy az útifűfélék közé tartozik.

## Megjelenése
Virágzati tengelye és csészelevelei szőrösek, gyapjas-molyhosak. Kétéves növény, első évben tőrózsát  alkotótő leveleket fejleszt, dús füzért alkotó virágait a második évben hozza. A virágok pártája fehér vagy sárgásfehér színű, vörösbarnán erezett. Magassága kb. 50–130 cm, a szár alján nagy, hosszú nyelű, lándzsa alakú tőlevelei vannak. Erősen mérgező növény, levelei gyógyhatású anyagokat tartalmaznak, ezért a növényt gyógyszeripari felhasználás végett termesztik is.

## Élőhelye, elterjedése
A gyapjas gyűszűvirág Délkelet-Európából származó, a világon sokfelé elterjedt növényfaj. Leginkább száraz sztyeppréteken, sziklagyepeken, pusztafüves lejtőkön, karsztbokorerdőkben terjedt el, a világ szinte minden kontinensén (az Antarktiszt kivéve). Magyarországon többek közt a Gödöllői-dombság területén él.

## Felhasználása
- Bár mérgező növény, leveleinek gyógyhatása miatt termesztik. Szárított levelét használják fel szívelégtelenség kezeléséhez fontos gyógyszeralapanyag, hatóanyagai pl: Digoxin, Isolanid, Neoadigan.
- Márk Gergely sikerrel nemesítette, ez volt az első magyar növényi találmány.